# Vụ ám sát Mahmoud al-Mabhouh
Mahmoud al-Mabhouh (Tiếng Ả rập: محمود المبحوح, Maḥmūd al-Mabḥūḥ; sinh ngày 14/02/1961, bị ám sát ngày 19/01/2010), sĩ quan quân sự đồng sáng lập ra Lữ đoàn Izz ad-Din al-Qassam, cánh bán quân sự của nhóm Hồi giáo Palestine Hamas. Ngày 19 tháng 1 năm 2010 ông này bay đến Dubai và ở khách sạn tại đây, các vệ sĩ của ông phải ngày hôm sau mới đến, do đó ông đã bị ám sát ngay tại phòng. Vụ ám sát gây chấn động dư luận quốc tế, mọi sự nghi ngờ đổ dồn về cơ quan tình báo Mossad của chính phủ Israel rằng chính họ là thủ phạm do bất ổn chính trị giữa Palestine và Israel. Các thủ phạm ngụy trang bởi các hộ chiếu giả mạo của một số nước châu Âu.

## Chi tiết vụ việc

Logo của Mossad - cục tình báo Israel, nhóm được cho là đứng sau vụ ám sát

Theo camera của khách sạn, có tới 33 người khả nghi có dấu hiệu theo dõi Mahmoud al-Mabhouh và thuê các phòng gần phòng của ông này. Hình ảnh của 11 nghi phạm trong số đó cùng các tên họ mà chúng sử dụng, được liệt kê vào danh sách bị truy nã của Interpol. Còn theo chính quyền thành phố Dubai, có đến 18 nghi phạm, 6 người trong số chúng mang hộ chiếu Vương quốc Anh, 5 người mang hộ chiếu Ireland, 1 Pháp và 1 Đức. Interpol và cảnh sát Dubai tin rằng các nghi phạm lấy cắp danh tính của những công dân thực sự, bảy người trong số đó là công dân danh dự Israel. Đã có hai người Palestine bị bắt giam ở Dubai, bị nghi ngờ vì một trong số họ cung cấp việc hỗ trợ hậu cần cho nhóm ám sát.
Theo nguồn tin ban đầu, Mahmoud al-Mabhouh bị điện giật và khó thở. Trung tướng Dhahi Khalfan Tamim thuộc Lực lượng Cảnh sát Dubai nói các nghi can theo dõi Mahmoud al-Mabhouh từ chuyến bay tới Dubai từ Damascus, Syria. Họ đến từ các nơi khác nhau của châu Âu và tá túc tại các khách sạn khác nhau để tránh bị phát hiện.
Cảnh sát trưởng Dubai quả quyết 99%, nếu không phải 100%, rằng vụ ám sát là hành động của tình báo Mossad của Israel. Ông cho rằng Dubai sẽ yêu cầu việc cho phép bắt giữ Meir Dagan, người đứng đầu Mossad, nếu được xác nhận rằng Mossad có dính líu và chịu trách nhiệm về vụ hạ sát tư lệnh Mahmoud al-Mabhouh ở Dubai.
Phong trào Palestine Hamas cũng cáo buộc vụ sát nhân và thề sẽ trả thù Mossad còn phía Israel thì từ chối bình luận về những lời cáo buộc rằng Mossad đứng đằng sau vụ ám sát.

## Liên hệ đến bí ẩn "Lake City Quiet Pills"
Vụ ám sát Mahmoud al-Mabhouh tình cờ lại được những người dùng Reddit liên hệ đến "Lake City Quiet Pills" - một trong những bí ẩn khó có lời giải trên Reddit, mặc dù tất cả mới chỉ dựa trên phỏng đoán.
Theo đó, vào năm 2009, một người dùng Reddit bí ẩn với nickname ReligionOfPeace, ông ta tự giới thiệu mình là lính giải ngũ và đã 79 tuổi, thường xuyên bàn luận về các đề tài súng ống và chiến tranh. Ông ta sử dụng một trang web có tên "lakecityquietpills.com" chuyên dùng để lưu trữ ảnh online miễn phí và được nhiều người dùng Reddit tin dùng do thời đó chưa có các dịch vụ lưu trữ đám mây như hiện nay.
Tháng 7/2009, một người bạn của ông ta sau đó đã tạo tài khoản trên Reddit mang tên 2-6 để thông báo rằng Milo (tên thật của ReligionOfPeace) đã chết và không để lại quá nhiều di vật. Người dùng này đã hỏa táng tro cốt của Milo và đính kèm liên kết Google Maps nơi rải tro. Người dùng Reddit sau đó phát hiện ra mã nguồn của "lakecityquietpills.com" ẩn chứa những đoạn thông báo giống như các kế hoạch tuyển lính đánh thuê hay thuê sát thủ, đoạn thông báo cái chết của Milo cũng xuất hiện trùng với thông báo trên Reddit. Hơn nữa Lake City cũng là nơi đặt một nhà máy sản xuất vũ khí của quân đội Mỹ (tại Independence, bang Missouri).
Bài đăng vào ngày 12 tháng 1 năm 2010 trong mã nguồn trang web, thành viên 2-6 mô tả 1 sự kiện giống như là tổ chức sinh nhật cho Milo quá cố, nhưng với các chi tiết số phòng được thuê, thời gian và số lượng người được mời tương tự như vụ ám sát Mahmoud al-Mabhouh. Ngày 2 tháng 2 năm 2010, 2-6 đăng một bài tựa đề là "hóa đơn cho bữa tiệc" kê khai những thứ phải chi trả cho nhóm người trên.
Trước sự quan tâm đặc biệt của người dùng Reddit, trang web "lakecityquietpills.com" đột ngột bị xóa bỏ, khiến bí ẩn này mãi mãi không có lời giải.